# Parti populaire basque
Le Parti populaire basque (en espagnol : Partido Popular Vasco, PPV) est la fédération territoriale du Parti populaire (PP) en Pays basque.
Issu de l'Alliance populaire (AP), le PPV n'a jamais exercé ou participé au pouvoir au niveau du gouvernement basque, mais a soutenu celui du socialiste Patxi López entre 2009 et 2012. Localement, il a occupé à deux reprises la mairie de Vitoria-Gasteiz et la présidence de la députation forale d'Alava.

## Présidents
| Titulaire          | Dates                                                        | Fonction |
| ------------------ | ------------------------------------------------------------ | --- |
| Jaime Mayor Oreja, | 23 janvier 1990 – 5 octobre 1996 (6 ans, 8 mois et 12 jours) | Délégué du gouvernement au Pays basque (1982-1983) Ministre de l'Intérieur (1996-2001)                                                    |
| Carlos Iturgaiz    | 5 octobre 1996 – 6 novembre 2004 (8 ans, 1 mois et 1 jour)   | |
| María San Gil,     | 6 novembre 2004 – 21 mai 2008 (3 ans, 6 mois et 15 jours)    | |
| Antonio Basagoiti  | 12 juillet 2008 – 14 mai 2013 (4 ans, 10 mois et 2 jours)    | |
| Arantza Quiroga,   | 14 mai 2013 – 14 octobre 2015 (2 ans et 5 mois)              | Présidente du Parlement basque (2009-2012)                                                                                                |
| Alfonso Alonso,    | 16 octobre 2015 – 24 février 2020 (4 ans, 4 mois et 8 jours) | Maire de Vitoria-Gasteiz (1999-2007) Porte-parole du groupe populaire au Congrès des députés (2011-2014) Ministre de la Santé (2014-2016) |
| Amaya Fernández    | 24 février – 8 octobre 2020 (7 mois et 14 jours)             | |
| Carlos Iturgaiz    | 8 octobre 2020 – 4 novembre 2023 (3 ans et 27 jours)         | |
| Javier de Andrés   | depuis le 4 novembre 2023 (1 an, 8 mois et 18 jours)         | Député général d'Alava (2011-2015) Délégué du gouvernement au Pays basque (2016-2018)                                                     |

## Résultats électoraux

### Parlement basque
| Année | Chef de file      | Voix            | %               | #               | Sièges  | Gouvernement |
| ----- | ----------------- | --------------- | --------------- | --------------- | ------- | ------------ |
| 1990  | Jaime Mayor Oreja | 83 719          | 8,23            | 5e              | 6 / 75  | Opposition   |
| 1994  | Jaime Mayor Oreja | 146 960         | 14,41 ()        | 4e ()           | 11 / 75 | Opposition   |
| 1998  | Carlos Iturgaiz   | 251 743         | 20,13 ()        | 2e ()           | 16 / 75 | Opposition   |
| 2001  | Jaime Mayor Oreja | 326 933         | 23,12 ()        | 2e ()           | 19 / 75 | Opposition   |
| 2005  | María San Gil     | 210 614         | 17,40 ()        | 3e ()           | 15 / 75 | Opposition   |
| 2009  | Antonio Basagoiti | 146 148         | 14,10 ()        | 3e ()           | 13 / 75 | Soutien      |
| 2012  | Antonio Basagoiti | 130 584         | 11,75 ()        | 4e ()           | 10 / 75 | Opposition   |
| 2016  | Alfonso Alonso    | 107 771         | 10,18 ()        | 5e ()           | 9 / 75  | Opposition   |
| 2020  | Carlos Iturgaiz   | Coalition PP+Cs | Coalition PP+Cs | Coalition PP+Cs | 4 / 75  | Opposition   |
| 2024  | Javier de Andrés  | 98 144          | 9,18            | 4e              | 7 / 75  | Opposition   |

## Identité visuelle

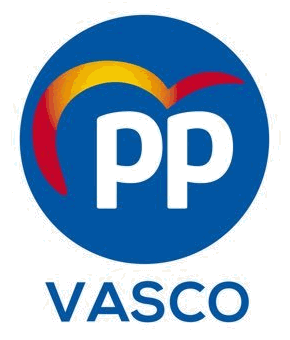
Logo de 2019 à 2022.
Logo depuis 2022.